# Quadrilatero

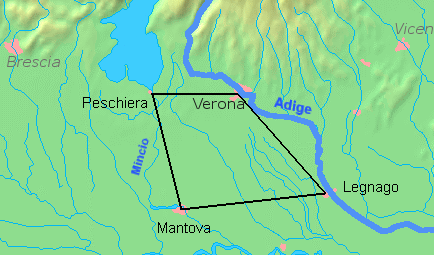
Las cuatro fortalezas del Quadrilatero.

El Quadrilatero (en español: Cuadrilátero, para mayor exactitud, a menudo llamado las "fortalezas del Cuadrilátero") es el nombre tradicional de un sistema defensivo del Imperio austríaco en la región italiana de Lombardía-Venecia, que conectaba las fortalezas de Peschiera, Mantua, Legnago y Verona entre los ríos Mincio, Po y Adigio. El nombre hace referencia al hecho de que en un mapa las fortalezas parecen formar los vértices de un cuadrilátero. En el periodo comprendido entre el final de las guerras napoleónicas y las revoluciones de 1848, fueron las únicas fortalezas del Imperio completamente modernizadas y armadas.
A partir de 1850, se enviaron suministros y refuerzos a las posiciones a través del nuevo ferrocarril Venecia-Milán.
La experiencia de la segunda guerra de Independencia italiana de 1859, en la que el ejército italiano utilizó por primera vez cañones rayados, empujó a los austriacos a construir una segunda línea de ocho fuertes, a unos 4 kilómetros de la línea principal (completada en la primavera de 1866), pivotando alrededor de Verona.

## Galería

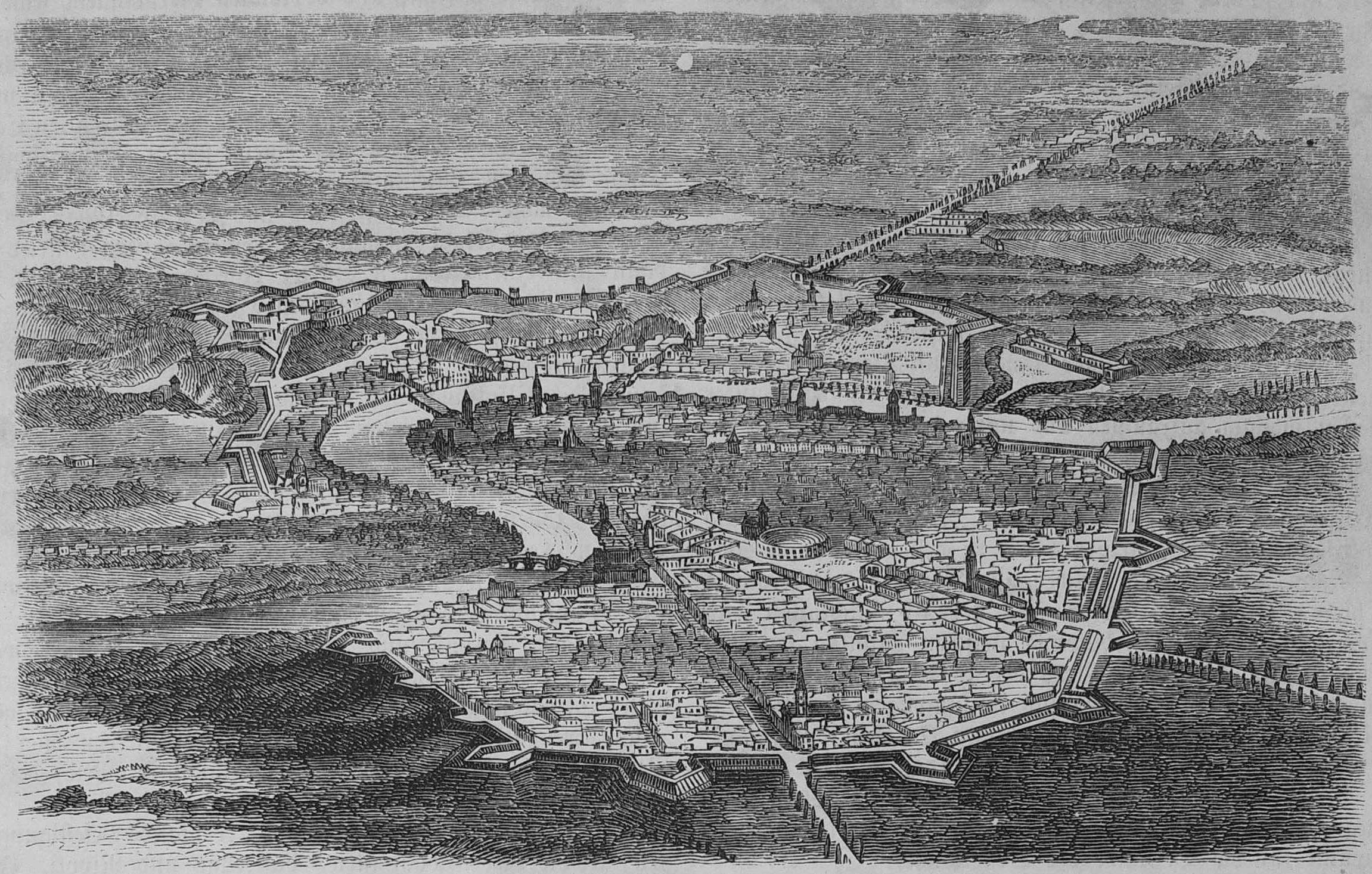
Verona
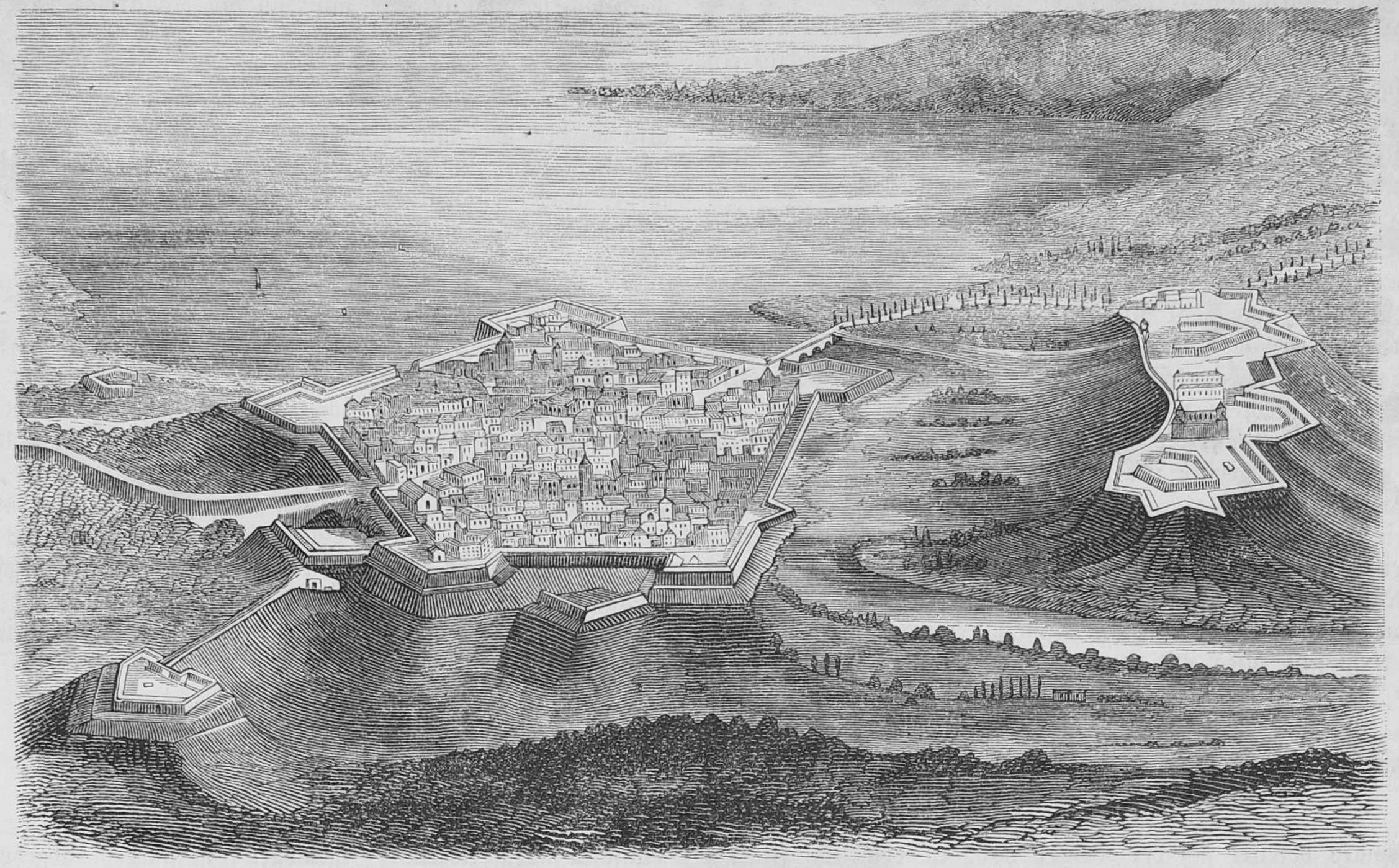
Peschiera del Garda
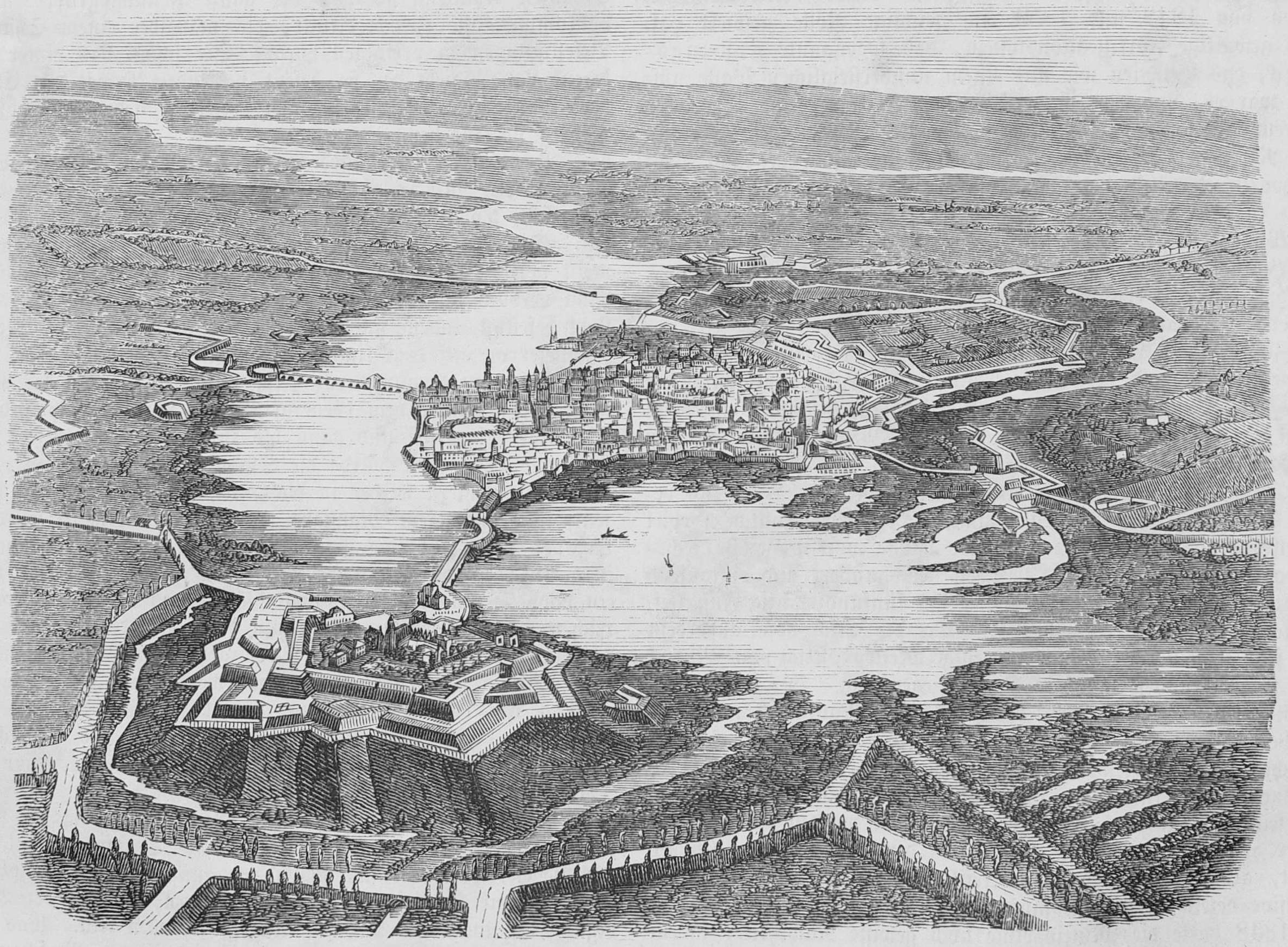
Mantua
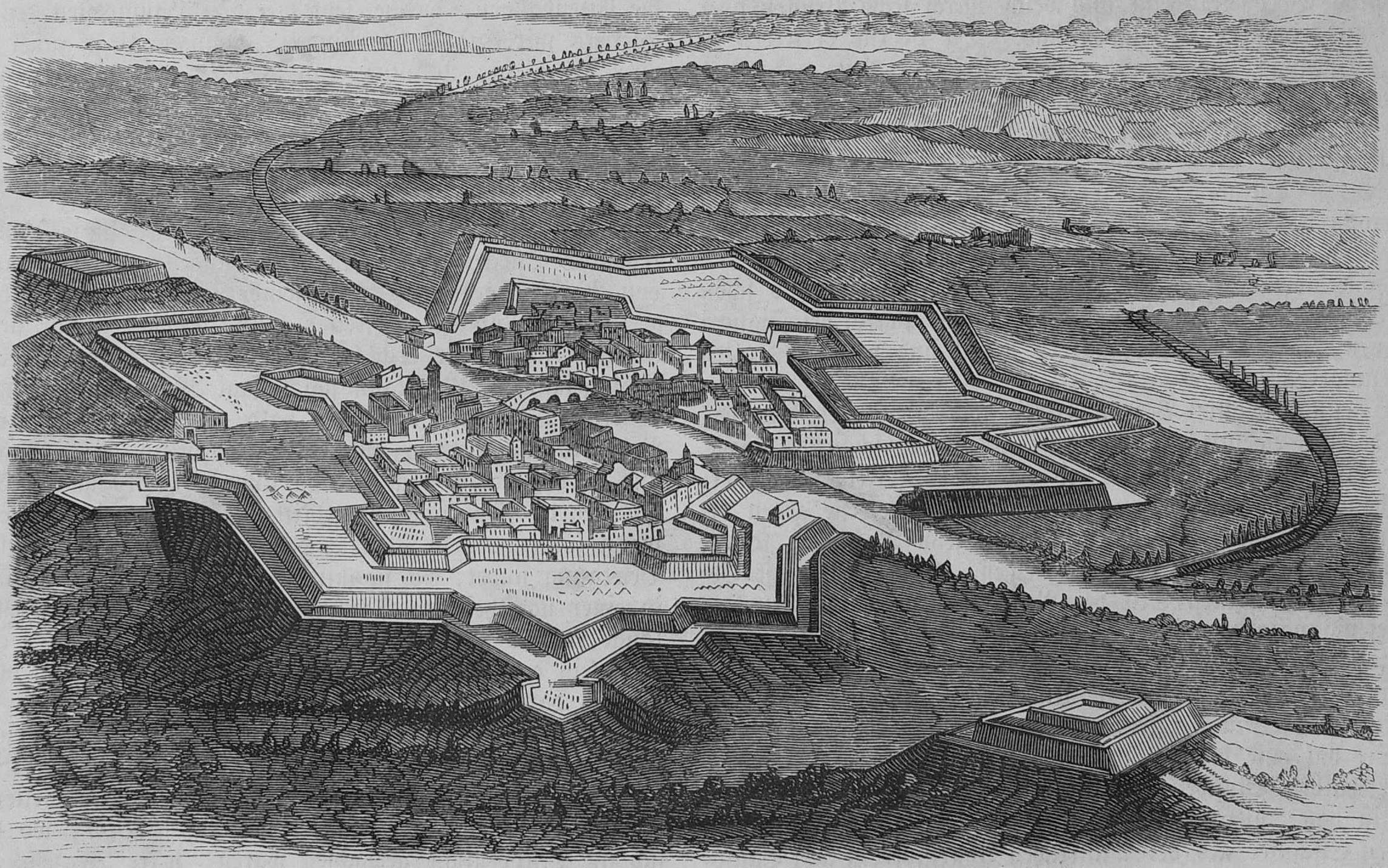
Legnago